# David Johnson (baloncestista)
David Ricardo Johnson (Louisville, Kentucky; 26 de febrero de 2001) es un jugador de baloncesto estadounidense que pertenece a la plantilla de los Memphis Hustle de la G League. Con 1,96 metros de estatura, juega en la posición de escolta. 

## Trayectoria deportiva

### Universidad
Jugó dos temporadas con los Cardinals de la Universidad de Louisville, en las que promedió 8,9 puntos, 4,0 rebotes y 2,9 asistencias por partido. El 14 de abril de 2021 se declaró elegible para el draft de la NBA, renunciando a su elegibilidad universitaria.

#### Estadísticas
| Año     | Equipo     | PJ | PT | MPP  | %TC  | %3P  | %TL  | RPP | APP | ROB | TPP | PPP  |
| ------- | ---------- | -- | -- | ---- | ---- | ---- | ---- | --- | --- | --- | --- | ---- |
| 2019–20 | Louisville | 27 | 4  | 16.0 | .493 | .217 | .600 | 2.8 | 2.8 | .7  | .3  | 6.3  |
| 2020–21 | Louisville | 19 | 19 | 35.1 | .411 | .386 | .700 | 5.8 | 3.2 | 1.1 | .3  | 12.6 |
| Total   | Total      | 46 | 23 | 23.9 | .444 | .349 | .650 | 4.0 | 2.9 | .8  | .3  | 8.9  |

### Profesional
Fue elegido en la cuadragésimo séptima posición del Draft de la NBA de 2021 por los Toronto Raptors.  El 8 de agosto firmó un contrato dual que le permite jugar además en su filial de la G League, los Raptors 905.
El 31 de agosto de 2023, los derechos de Johnson se transfirieron a los Memphis Hustle, y el 18 de octubre firmó con los Memphis Grizzlies. Sin embargo, fue despedido tres días después, antes de la noche del estreno. El 30 de octubre se incorporó a los Hustle.

## Estadísticas de su carrera en la NBA

### Temporada regular
| Año     | Equipo  | PJ | PT | MPP | %TC  | %3P  | %TL | RPP | APP | ROB | TPP | PPP |
| ------- | ------- | -- | -- | --- | ---- | ---- | --- | --- | --- | --- | --- | --- |
| 2021-22 | Toronto | 2  | 0  | 1.0 | .000 | .000 | –   | .0  | .0  | .0  | .0  | .0  |
| Total   | Total   | 2  | 0  | 1.0 | .000 | .000 | –   | .0  | .0  | .0  | .0  | .0  |